# Sailing for Madagascar
Pour plus de détails, voir Fiche technique et Distribution.
Sailing for Madagascar est un court métrage américain de 2004, écrit et réalisé par Tom Oesch, avec Aimee Teegarden. Le film a pour thèmes les tensions raciales croissantes aux États-Unis pendant la Seconde Guerre mondiale. Le film est également connu pour son thème musical composé par Sasha Ivanov.
Sailing for Madagascar a gagné le 47e festival international du film de Rochester.

## Synopsis
Pendant l'hiver 1941, l'attaque sur Pearl Harbor créé une vague de paranoïa et de racisme.

## Fiche technique
- Titre : Sailing for Madagascar
- Réalisation : Tom Oesch
- Scénario : Tom Oesch
- Musique : Sasha Ivanov
- Photographie : Robert B. Bailey et Ryan Stevens Harris
- Montage : Johannes Brinkmann et David J. Forsythe
- Production : Paulina Porter
- Pays :  États-Unis
- Genre : Drame
- Durée : 14 minutes
- Dates de sortie : 
  -  États-Unis : 6 mai 2005 (Festival international du film de Rochester)

## Distribution
- Aimee Teegarden : Bette Warren
- Brandon Scott : Scott Shimada
- Bruce Robert Cole : Phil Warren
- Michael Yama : Henry Shimada
- Mark Gerson : Dan Warren
- Christian Margetson : Billy
- J.R. Mangels : Joe
- Frederik Hamel : Timothy